# Andreas Ehn
Andreas Ehn, född 1976 i Stockholm, är en svensk IT-entreprenör. Han blev den först anställde på Spotify, och under åren 2006–2009 arbetade han där som teknikchef. Andreas Ehn har beskrivits som "den främsta hjärnan" bakom den peer-to-peer-teknik som var grunden i Spotifys tekniska lösning och patent för snabb nedladdning och uppspelning.
I Netflixserien The Playlist skildrades Spotifys tidigaste år ur Andreas Ehns perspektiv i avsnitt nummer 4, "The Coder". Andreas Ehn spelades av Joel Lützow.

## Biografi
Ehn har studerat vid Kungliga tekniska högskolan (KTH) och Handelshögskolan i Stockholm (HHS) samt arbetat på BEA Systems i San Jose.
År 2015 bosatte han sig i Singapore, där han tillsammans med hustrun Lisa Enckell investerar i olika projekt som så kallad affärsängel. Han är delägare i flera företag, bland annat Rebtel, Acast och presentkortstjänsten Wrapp och har även investerat i Uber.